# Strzelce Wielkie (Łódź)
Strzelce Wielkie is een dorp in het Poolse woiwodschap Łódź, in het district Pajęczański. De plaats maakt deel uit van de gemeente Strzelce Wielkie en telt 1 100 inwoners.